# Centema
Centema é um género botânico pertencente à família Amaranthaceae.

## Espécies
- Centema biflora
- Centema cruciata
- Centema glomerata
- Centema gracilenta
- Centema kirkii
- Centema polygonoides
- Centema rubra
- Centema stefaninii
- Centema subfusca